# Spoorlijn 26
Spoorlijn 26 is een Belgische spoorlijn die de Brusselse gemeente Schaarbeek verbindt met Halle via het oosten en zuiden van Brussel. De lijn is 28,6 km lang.

## Geschiedenis
Reeds in 1890 bestonden er plannen voor een dubbelsporige oostelijke ringlijn rond Brussel, maar pas in 1896 werd begonnen met de aanleg ervan. Een klein stuk van de lijn in aanbouw werd gebruikt voor de Wereldtentoonstelling van 1910.
Op 19 juli 1926 werd het noordelijke stuk, tussen Schaarbeek en Etterbeek officieel geopend. Op 15 juli 1928 was de spoorlijn verlengd tot Linkebeek en vanaf 3 januari 1930 konden treinen vanuit Schaarbeek helemaal tot in Halle rijden. De werken werden gerealiseerd door aannemer Henri Verbeure. Oorspronkelijk had de lijn het nummer 91A.
Bij de opening van de spoorlijn waren goederenstations Schaarbeek-Josaphat en Etterbeek-Jubelpark de enige stations. In de zomer van 1933 was er een experiment met autorails die Beersel op zondag bedienden met vier heen- en terugritten tussen Schaarbeek en Halle via Leopoldswijk en Etterbeek. Dit experiment heeft geen vervolg gehad. Pas in de jaren 1970 werden er langs de spoorlijn stopplaatsen ingericht en werd er voorstadsverkeer georganiseerd. Eerst tussen Etterbeek en Halle op 30 september 1973 en tussen Etterbeek en Vilvoorde op 27 september 1976.
De spoorlijn werd in het begin vooral gebruikt als doorgangslijn voor het personen- en goederenvervoer naar het zuiden van het land. Na de voltooiing van de Noord-Zuidverbinding in Brussel viel het reizigersvervoer terug. Goederenvervoer tussen Antwerpen en Charleroi bleef van deze lijn gebruikmaken om de Noord-Zuidverbinding te vermijden.
Op 16 januari 1950 was de spoorlijn tussen Schaarbeek en Linkebeek, tezamen met spoorlijn 27, geëlektrificeerd met een bovenleidingsspanning van 3 kV. Vanaf 6 januari 1963 konden elektrische treinen ook doorrijden tot in Halle.
Sinds de aanleg van lijn 25N en de ombouw van Schaarbeek-Vorming behoort het gedeelte tussen Schaarbeek en de aftakking van lijn 26A administratief tot lijn 26A. Hierbij is een gedeelte van lijn 26 opgebroken.
De maximumsnelheid bedraagt 90 km/u.

## Actualiteit en toekomst
Deze spoorlijn speelt een belangrijke rol in het Gewestelijk Expresnet (GEN) in en rond Brussel. Voor verplaatsingen van het zuidwesten naar het noordoosten van Brussel is deze lijn namelijk een alternatief voor de zeer drukke Brusselse Noord-Zuidverbinding. Bovendien loopt een deel van de spoorlijn, tussen de stations Merode en Delta, evenwijdig aan een lijn van de Brusselse metro, wat goede overstapmogelijkheden biedt op deze twee stations. Ter voorbereiding van het GEN werden onder andere twee nieuwe stations geopend op het zuidelijk deel van de lijn. Het eerste daarvan, Diesdelle, werd geopend op 10 december 2007. Het tweede is Arcaden, tussen de stations Delta en Boondaal in de onmiddellijke nabijheid van het station Watermaal op spoorlijn 161.
Met de invoering van het S-net in december 2015 wordt spoorlijn 26 door vier S-lijnen bereden: S4, S5, S7 en S9. Hierdoor is de frequentie op lijn 26 sterk verhoogd. Op het traject Vilvoorde - Sint-Job rijden sindsdien minstens vier treinen per uur in de spits, waarvan twee via de nieuwe Schuman-Josaphattunnel.
Ondanks de uitrol van het GEN, reden deze reizigerstreinen op de lijn tot december 2017 alleen op werkdagen, tussen 6 uur en 20 uur. In het beheerscontract van NMBS werd voorzien dat de dienstverlening als een proefproject uitgebreid wordt naar bediening 's avonds en op zaterdag, echter slechts nadat de nodige infrastructuurwerken voor capaciteitsuitbreiding in het kader van het GEN uitgevoerd zouden zijn. Met de invoering van het nieuwe vervoersplan van de NMBS in december 2016 maken Intercity's tussen Leuven en Eigenbrakel in het weekend wel gebruik van de spoorlijn. Sinds december 2017 rijdt de S5-trein ook 's avonds en op zaterdag en zondag.
Alleen het trajectdeel tussen Y Jubelpark en Y Boondaal / Y Etterbeek langs de stations Merode en Delta, dat alleen door de S4 en S9 bediend wordt, kent nog geen weekendbediening.

## Treindiensten
De NMBS verzorgt het personenvervoer met IC en S treinen. 
Sinds 7 februari 2022: 
| Serie | Route                                                                                     | Bijzonderheden                                     |
| ----- | ----------------------------------------------------------------------------------------- | -------------------------------------------------- |
| IC 17 | Brussels Airport-Zaventem – Brussel-Luxemburg – Namen– Dinant                             | Rijdt in het weekend tussen Brussel-Zuid en Dinant |
| S4    | Aalst – Brussel-Schuman – Hofstade– Mechelen                                              | Rijdt niet in het weekend                          |
| S5    | [Geraardsbergen –] Edingen – Halle – Brussel-Schuman – Vilvoorde – Mechelen               | Tijdens de vakantieperiode 1×/u. Halle–Mechelen    |
| S7    | Halle – Merode – Vilvoorde                                                                | Rijdt niet in het weekend                          |
| S9    | Landen – Leuven – Brussel-Schuman – Eigenbrakel – Nijvel                                  | Rijdt niet in het weekend                          |
| S19   | (Leuven-)Brussels Airport-Zaventem – Brussel-Luxemburg - Eigenbrakel – Charleroi-Centraal | Rijdt in het weekend tussen Leuven en Eigenbrakel  |

## Aansluitingen
In de volgende plaatsen is of was er een aansluiting op de volgende spoorlijnen:
Schaarbeek
Spoorlijn 25 tussen Brussel-Noord en Antwerpen-Luchtbal
Spoorlijn 27 tussen Brussel-Noord en Antwerpen-Centraal
Spoorlijn 27D tussen Brussel-Noord en Schaarbeek-Vorming
Spoorlijn 27E in de bundel van Schaarbeek-Vorming
Spoorlijn 27F in de bundel van Schaarbeek-Vorming
Spoorlijn 28 Schaarbeek en Brussel-Zuid
Spoorlijn 36 tussen Brussel-Noord en Luik-Guillemins
Spoorlijn 36N tussen Brussel-Noord en Leuven
Spoorlijn 161 tussen Schaarbeek en Namen
Schaarbeek-Vorming
Spoorlijn 26A tussen Schaarbeek en Y Haren Noord
Spoorlijn 26B tussen Schaarbeek en Y Haren Noord
Spoorlijn 27D tussen Brussel Noord en Schaarbeek-Vorming
Spoorlijn 27E in de bundel van Schaarbeek-Vorming
Spoorlijn 27F in de bundel van Schaarbeek-Vorming
Y Keelbeek Zuid
Spoorlijn 36/1 tussen Y Keelbeek Zuid en Y Diegem Oost
Y Harenheide
Spoorlijn 36/3 tussen Y Harenheide en Y Diegem West
Y Jubelpark
Spoorlijn 161A tussen Y Jubelpark en Watermaal via Brussel-Luxemburg
Halle
Spoorlijn 94 tussen Halle en Froyennes-grens / Baisieux (F) grens via Doornik
Spoorlijn 96 tussen Brussel-Zuid en Quévy-grens / Feignies (F) grens via Bergen
Spoorlijn 96E tussen Lot en Halle
Spoorlijn 96N tussen Brussel-Zuid en Halle

## Verbindingssporen
26/1: Y Machelen (lijn 27) - Y Keelbeek Noord (lijn 26)
26/2: Y Etterbeek (lijn 26) - Etterbeek (lijn 161A)
26/3: Y Watermaal (lijn 26) - Watermaal (lijn 161)
26/4: Etterbeek (lijn 161) - Y Boondaal (lijn 26)
26/5: Y Linkebeek Halle (lijn 26) - Y Linkebeek (lijn 124)
26/6: Y Buizingen (lijn 26) - Halle Blok 7 (lijn 96) (Dit verbindingsspoor werd opgeheven na de afwerking van spoorlijn 96N en de omvorming van het station Halle.)

### Verbindingssporen Infrabel - MIVB
Op deze lijn liggen ook twee vertakkingen die het Infrabel-net verbinden met sporen van de MIVB. De eerste ligt ter hoogte van het station Delta en komt uit op metrolijn 5 (deze is inmiddels al afgesloten met hekwerk), de tweede ten zuiden van station Haren. Deze tweede komt uit in de stelplaats Haren van de MIVB, en is de enige mogelijkheid om, via het spoor, metrostellen naar deze stelplaats te brengen. In de stelplaats ligt een testspoor voor deze stellen, waardoor zulke transporten sporadisch plaatsvinden. Ook op spoorlijn 28 ligt een dergelijk verbindingsspoor. Om de overbrengen mogelijk te maken, werden de krokodillen die de seinen beveiligen, verlaagd opgesteld.